# La Tanière amoureuse
 (signalé en mai 2025).
Si vous disposez d'ouvrages ou d'articles de référence ou si vous connaissez des sites web de qualité traitant du thème abordé ici, merci de compléter l'article en donnant les références utiles à sa vérifiabilité et en les liant à la section « Notes et références ».
- Archive Wikiwix
- Bing
- Cairn
- DuckDuckGo
- E. Universalis
- Gallica
- Google
- G. Books
- G. News
- G. Scholar
- Persée
- Qwant
- (zh) Baidu
- (ru) Yandex
- (wd) trouver des œuvres sur Wikidata

La Tanière amoureuse est une nouvelle de l'écrivain japonais Yoshikichi Furui.

## Résumé
Un adulte sans âge, au sortir d'une maladie qui vit dans un couple. Une vieille dame lui adresse la parole et, le confondant pour un autre, le sermonne. Cet homme ne réagit presque pas, mais cela l'interpelle. Le reste de la nouvelle, le héros se retrouve perdu dans ses réflexions et dans son monde sans grands remous. Certains passages nous apprennent les conditions du déclenchement de sa maladie, d'autres nous découvrent les relations subtiles et parfois fragiles qu'il entretient avec sa compagne. Le lecteur découvre au fil de l'histoire personnages décrépis par une vie commune et relations bâties sur de simples rencontres hasardeuses.

### Personnages
- Hisao : personnage principal de l'histoire. Suit un rétablissement à la suite d'une maladie.
- La vieille dame : dame d'un certain âge qui passe son temps à sermonner et qui cherche à redonner la foi aux jeunes.
- Reiko :femme d'Hisao, calme et affectueuse, elle aide son mari mais s'offre parfois une touche espiègle.
- Hiroshi :jeune travailleur imbibé d'alcool. Il vit en groupe avec d'autres jeunes gens qui le prennent pour une tête de turc.

## Citation
Aux deux tiers du récit : « Entre un bosquet qui se dresse cent mètres plus loin et un autre encore plus isolé sur la gauche, les champs se resserrent un peu et s'écoulent dans un creux évasé duquel ils remontent en rampant, s'élargissant progressivement, jusqu'à rejoindre la ligne d'un taillis estompée par les brumes du soir. Il y avait toujours une sensation de profondeur qui attirait son regard plus loin, comme si le paysage champêtre devait se poursuivre sans fin ».